# 浮阳郡
浮阳郡，中国古代的郡。
北魏太和十一年（487年），析渤海郡、章武郡地置，治所在浮阳县（今河北省沧县东南东关）。辖境相当今河北省盐山、孟村、海兴、黄骅、沧州等市县及青县部分地。隋朝开皇初年省。 